# Henri Durre
Henri Durre, né le 15 septembre 1867 à Maubeuge (Nord) et mort le 28 octobre 1918 à Anzin (Nord), est un homme politique français. 

## Biographie
Après avoir passé toute son enfance à Maubeuge, il devient à 18 ans, employé de commerce et militant actif au Parti ouvrier français (POF), puis au Parti socialiste.
Il entra dans la vie publique en se faisant élire conseiller municipal de Valenciennes en 1900. Conseiller d'arrondissement de Valenciennes en 1901, il est battu en 1907, mais représene trois ans plus tard, en 1910, le canton de Valenciennes-Nord au Conseil général, dont il devient le secrétaire de 1913 jusqu'à sa mort en 1918.
Il est député du 2e circonscription de Valenciennes de 1906 à 1910, inscrit au groupe du Parti socialiste unifié (SFIO).
Au renouvellement de 1910, il est battu par Émile Davaine de la Gauche radicale.
En 1914, il prend une confortable revanche dès le premier tour de scrutin contre son adversaire Davaine.
En même temps que son ami le député Pierre Mélin, il est proposé pour l’attribution de la médaille de la reconnaissance française en 1928.
Cette demande indique : en décembre 1914, Pierre Mélin est parti avec Henri Durre de Valenciennes occupée par les Allemands, ils ont traversé, au péril de leurs vies, les lignes ennemies, pour aller siéger au Palais Bourbon.
Le 23 octobre 1918, « ayant voulu à tout prix rejoindre leurs compatriotes au premier moment de la délivrance afin de se rendre compte des besoins les plus urgents », Henri Durre est tué à Anzin et Pierre Mélin est blessé grièvement par une balle de mitrailleuse, à la croix d’Anzin.
Il est enterré au cimetière Saint-Roch (Valenciennes).

## Hommages
- Son nom est inscrit sur le monument aux morts du Palais Bourbon.
- Le 20 août 1921, le navire Député Henri Durre est lancé, construit à Caen. C'est un navire de type Marie Louise, cargo charbonnier à un pont. Il est abordé et coulé à Rotterdam le 13 février 1926.

- Une place de Bruay-sur-l'Escaut porte son nom.
- Une place d'Hérin porte son nom.
- Une rue de Valenciennes porte son nom.
- Une rue de  Saint-Saulve porte son nom.
- Une rue de  Raismes porte son nom.
- Une rue de  Saint-Amand-les-Eaux porte son nom.
- Une rue de  Rœulx porte son nom.
- Une rue de  Neuville-sur-Escaut porte son nom.
- Une rue d'Anzin porte son nom.
- Une rue de  Hasnon porte son nom.
- Une rue de  Wallers porte son nom.
- Une rue de  Trith-Saint-Léger porte son nom.
- Une rue d'Aulnoy-lez-Valenciennes porte son nom.
- Une rue d'Haveluy porte son nom.
- Une rue de Provin porte son nom.
- Une rue de Mastaing porte son

nom.
Une rue d'Hélesmes porte son nom.

## Sources
- « Henri Durre », dans le Dictionnaire des parlementaires français (1889-1940), sous la direction de Jean Jolly, PUF, 1960 [détail de l’édition]